# Biała (powiat świdnicki)
Biała – wieś w Polsce położona w województwie dolnośląskim, w powiecie świdnickim, w gminie Marcinowice.

## Podział administracyjny
W latach 1975–1998 miejscowość należała administracyjnie do województwa wałbrzyskiego.

## Historia
Wieś wzmiankowana po raz pierwszy w łacińskim dokumencie z 1222 roku wydanym przez biskupa wrocławskiego Lorenza gdzie zanotowana została w zlatynizowanej, staropolskiej formie „Bela”.

## Szlaki turystyczne
- Zielony:  Przełęcz Srebrna - Mikołajów - Brzeźnica - Grochowiec - Tarnów - Ząbkowice Śląskie - Zwrócona - Brodziszów - Skrzyżowanie pod Grzybowcem - Tatarski Okop - Gilów - Zamkowa Góra - Przełęcz Dębowa - Słupice - Przełęcz Słupicka - Biała - Strzelce[5]

## Zabytki
Kamienny krzyż, prawdopodobnie średniowieczny.